# 佛賓級驅逐艦
佛賓級驅逐艦（英語：Forbin-class destroyer），是法國、義大利聯合設計生產的防空地平線級驅逐艦的法國版，原計劃建造4艘，但由於造價過於昂貴因此取消後續2艘的建造計劃。

## 歷史沿革
法國海軍原計劃建造4艘佛賓級以一對一汰換2艘絮佛倫級驅逐艦和2艘卡沙級驅逐艦；但由於預算不足因此僅在2000年10月27日簽署首批2艘的合約，由DCN的洛里昂海軍造船廠建造。佛賓號在2002年4月8日在DCN洛里昂船廠切割第一塊鋼板，2005年3月10日下水，由於戰系整合問題導致測試進度大幅落後，因此延後到2008年12月9日交付並在翌年成軍；騎士保羅號在2003年12月開工，2006年7月12日下水，原訂於2009年5月交付，因為同樣的問題導致騎士保羅號亦延後到2009年12月21日交付，隨後並訓練到2010年6月；最初法國海軍希望第二批2艘佛賓級能在2010與2012年服役，但由於造價過於昂貴，法國海軍在2005年9月放棄計劃，改為由阿基坦級巡防艦汰換卡沙級驅逐艦。

## 同型艦
| 舷號 | 艦名                            | 開工          | 下水          | 服役           |
| ---- | ------------------------------- | ------------- | ------------- | -------------- |
| D620 | 佛賓號驅逐艦(三代) Forbin       | 2004年1月16日 | 2005年5月10日 | 2008年12月19日 |
| D621 | 騎士保羅號驅逐艦 Chevalier Paul | 2005年1月13日 | 2006年7月12日 | 2009年12月21日 |

### 相關
- 法國軍事
- 法國海軍
- 地平線級驅逐艦
  - 安德烈亞·多里亞級驅逐艦 義大利

### 歐洲匿蹤驅逐艦
- 45型驅逐艦 英国

## 資料來源
1. ↑  Stephen Saunders (编). . Janes Information Group（英语：Jane's Information Group）. 2009: 251. ISBN 978-0710628886.
2. ↑  Eric Wertheim（英语：Eric Wertheim）. . Naval Institute Press（英语：United States Naval Institute）. 2013: 201–202. ISBN 978-1591149545.
3. ↑  水平線飛彈驅逐艦 （页面存档备份，存于）mdc

## 外部連結
- フランス海軍、フォルバン （页面存档备份，存于）
- フランス海軍、ホライズン型防空駆逐艦
- Netmarine.net フォルバンの建造・公試等の画像
- 建造を行ったDCNによるフォルバン級の紹介